# Associações de futebol de Portugal

Distritos administrativos de Portugal. As regiões dos Açores e da Madeira não estão dividas em distritos.

As associações de futebol portuguesas são os órgãos de governo (juntamente com a Federação) de futebol, futsal e futebol de praia para cada distrito português. Existem 22 associações de futebol, uma por cada distrito de Portugal Continental, uma na Madeira e três nos Açores. A designação abreviada consiste em "AF", seguido do Distrito correspondente.

## História
Até à reforma do futebol português, em 1948, todos os clubes de determinado distrito tinham de participar no Campeonato Distrital respetivo, sendo depois apurados para disputar a I e II Divisão (consoante posição no campeonato distrital e dimensão da Associação distrital). Depois de 1948, foi criada a III Divisão para a transição entre os Campeonatos Distritais e os Campeonatos Nacionais, sendo que os clubes dos campeonatos nacionais deixaram de jogar no seu campeonato distrital (não estando incluídos os clubes dos Açores e da Madeira, que só alcançaram as divisões nacionais do futebol português na década de 1970), implementando-se um sistema de subidas e descidas..
Com a reforma do sistema de ligas de futebol de Portugal em 2013, o Campeonato Nacional de Seniores (atual Campeonato de Portugal) tornou-se o campeonato de terceiro nível do futebol Português, passando a divisão principal dos campeonatos distritais a ser o quarto nível do futebol português.
Apesar da extinção dos três distritos em que os Açores estavam divididos antes da autonomia, as associações de futebol distritais não se fundiram, e ainda existem como entidades separadas. No entanto, a partir da época 2013–14 foi criado um Campeonato dos Açores, consistindo no quarto nível para os clubes açorianos, entre os campeonatos distritais e o Campeonato de Portugal.
Em 2021 deu-se nova alteração com a introdução da Liga 3 fazendo todas as competições a partir do 3º nível, descer um patamar. Assim o Campeonato de Portugal tornou-se o quarto nível do futebol português e os campeonatos distritais regressaram ao quinto nível e seguintes, situação similar à verificada até 2013. O Campeonato dos Açores, manteve-se entre os campeonatos distritais dos Açores e o Campeonato de Portugal.
Em abril de 2020 a Federação Portuguesa de Futebol criou um fundo de cerca de 10 milhões de euros para apoiar as associações que quisessem construir a sua academia de futebol, mas também outro fundo de apoios aos clubes não profissionais, de modo a minimizar as dificuldades criadas pela pandemia COVID-19. Desta feita, e em 2025, são já duas as associações de futebol que aproveitaram estes fundos e construíram suas academias, nomeadamente a de Aveiro e Viseu, sendo que muitas outras já têm projetos em andamento como as do Porto, Lisboa, Guarda, Santarém e Évora.

## Lista
- Associação de Futebol do Algarve
- Associação de Futebol de Angra do Heroísmo
- Associação de Futebol de Aveiro
- Associação de Futebol de Beja
- Associação de Futebol de Braga
- Associação de Futebol de Bragança
- Associação de Futebol de Castelo Branco
- Associação de Futebol de Coimbra
- Associação de Futebol de Évora
- Associação de Futebol da Guarda
- Associação de Futebol da Horta
- Associação de Futebol de Leiria
- Associação de Futebol de Lisboa
- Associação de Futebol da Madeira
- Associação de Futebol de Ponta Delgada
- Associação de Futebol de Portalegre
- Associação de Futebol do Porto
- Associação de Futebol de Santarém
- Associação de Futebol de Setúbal
- Associação de Futebol de Viana do Castelo
- Associação de Futebol de Vila Real
- Associação de Futebol de Viseu

## Torneios interassociações
Realizam com regularidade diversos torneios entre as diversas associações de futebol, para vários escalões etários, para ambos os sexos, tanto em futebol como em futsal. A maioria destes torneios são organizados a nível nacional pela Federação Portuguesa de Futebol.
Dos torneios de maior importância e antiguidade destacam-se o Torneio Lopes da Silva destinado a seleções masculinas de futebol sub-14, ou a Taça das Regiões (também conhecida como Torneio Eusébio das Regiões) prova destinada a seleções distritais seniores cujo vencedor representa Portugal na Taça das Regiões da UEFA.

## Histórico
- As Associações de Futebol de Angra do Heroísmo, Beja, Bragança, Guarda, Horta e Viana do Castelo nunca tiveram um clube associado presente na I Divisão Portuguesa.